# Aspudden (tunnelbanestation)
Aspudden är en station på Stockholms tunnelbana. Den trafikeras av röda linjen, T-bana 2, och ligger mellan stationerna Liljeholmen och Örnsberg i stadsdelen Aspudden. Stationen ligger i bergtunnel 15–20 meter under marken vid Schlytersvägen–Erik Segersälls väg. 
Stationen öppnades den 5 april 1964, när första etappen av röda linjen invigdes. Avståndet från stationen Slussen är 4,7 kilometer. 
Konstnärlig utsmyckning på plattformen: en pingvinskulptur samt emaljerade reliefer på spårväggarna av konstnären P G Thelander, uppsatt 1987.

## Galleri

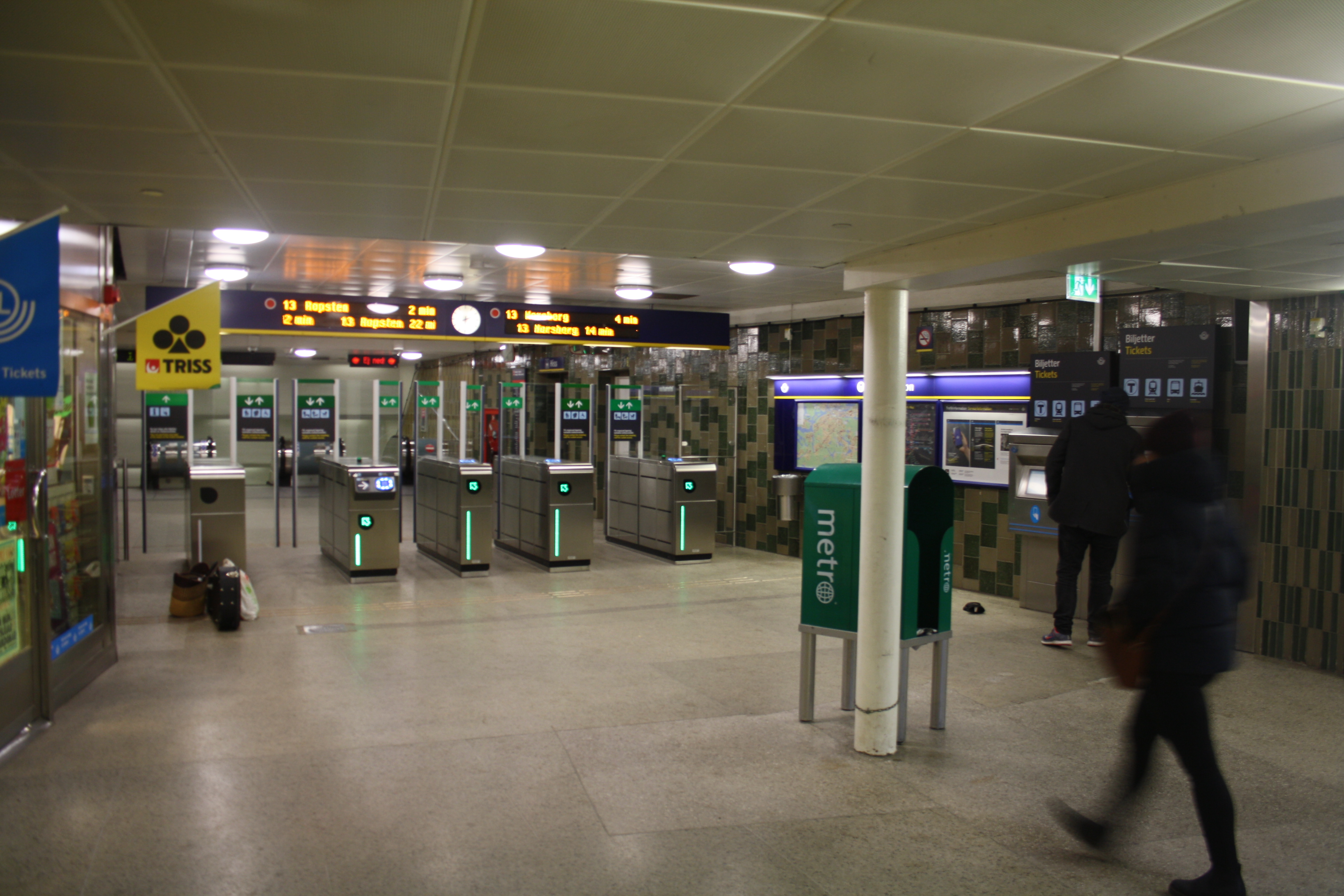
Biljetthallen
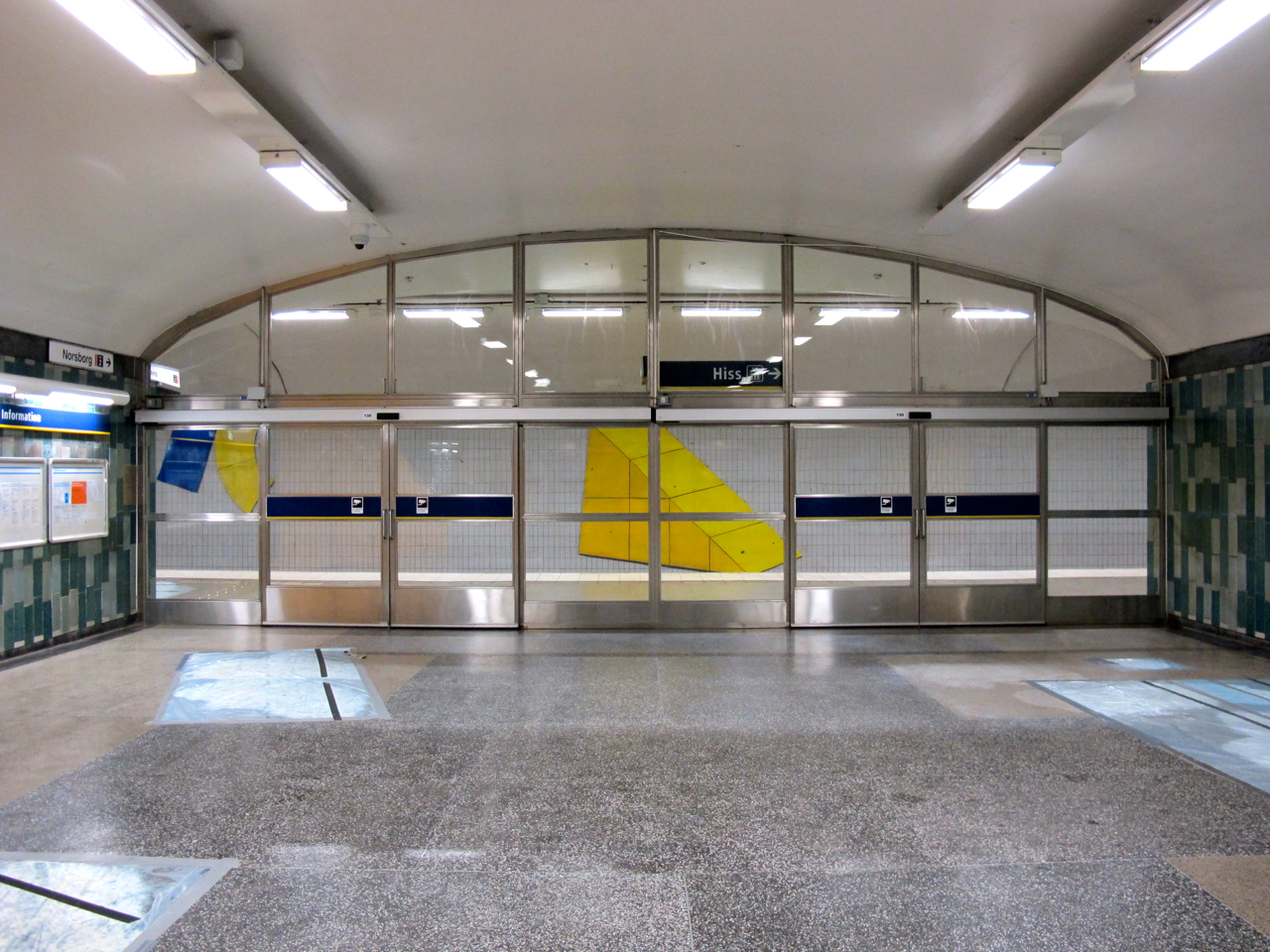
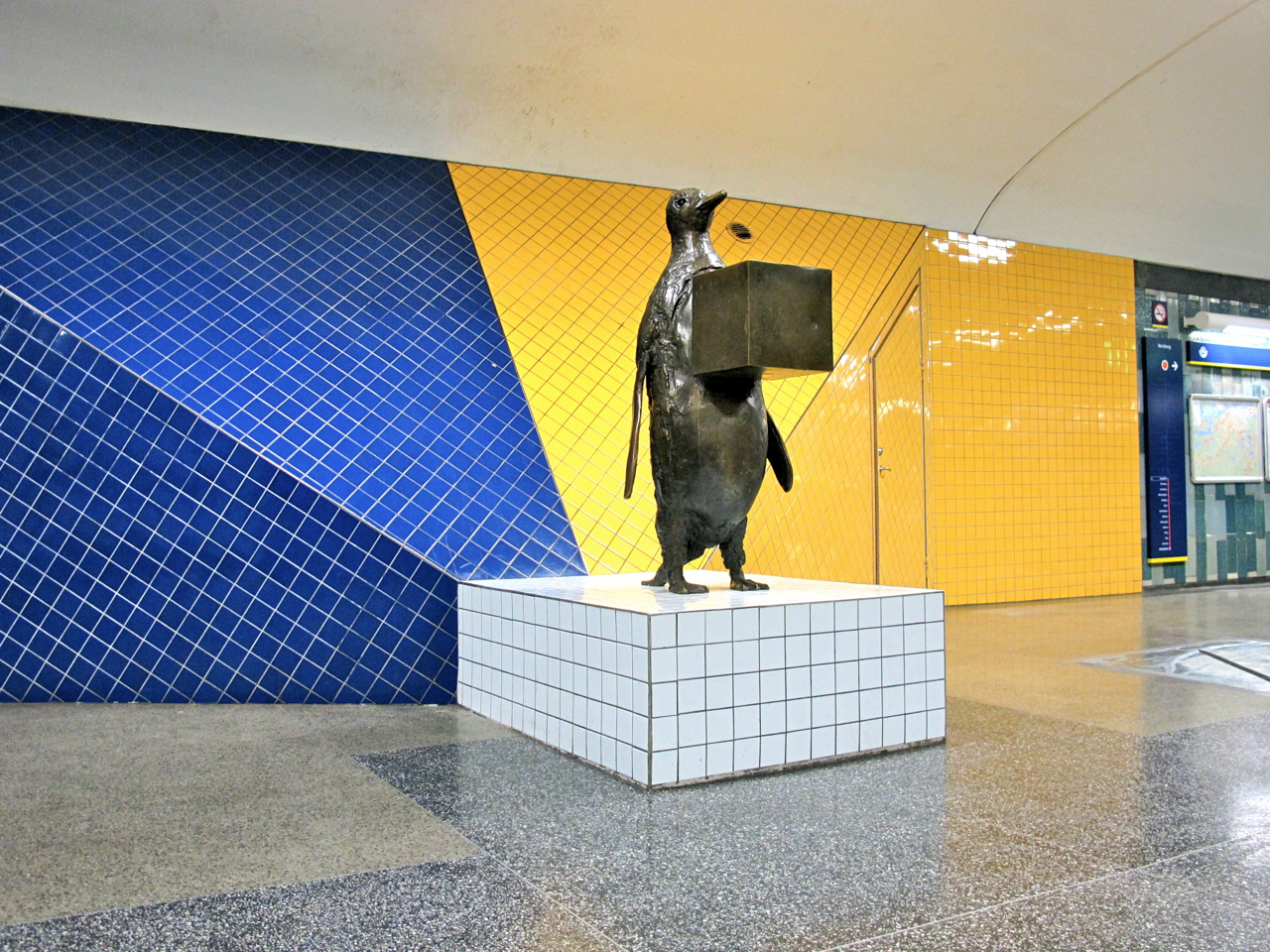
Pingvinen
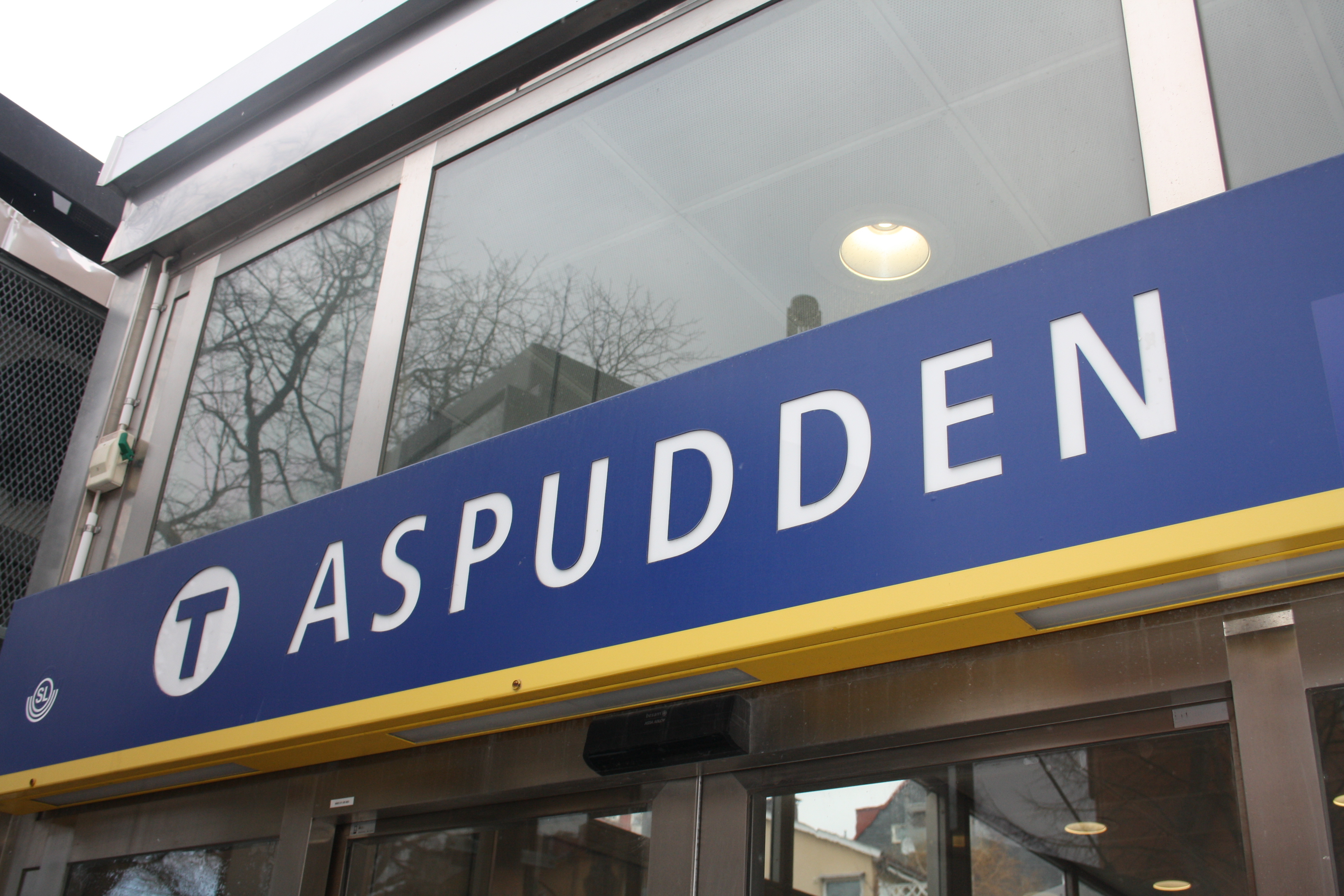
Stationsskylt
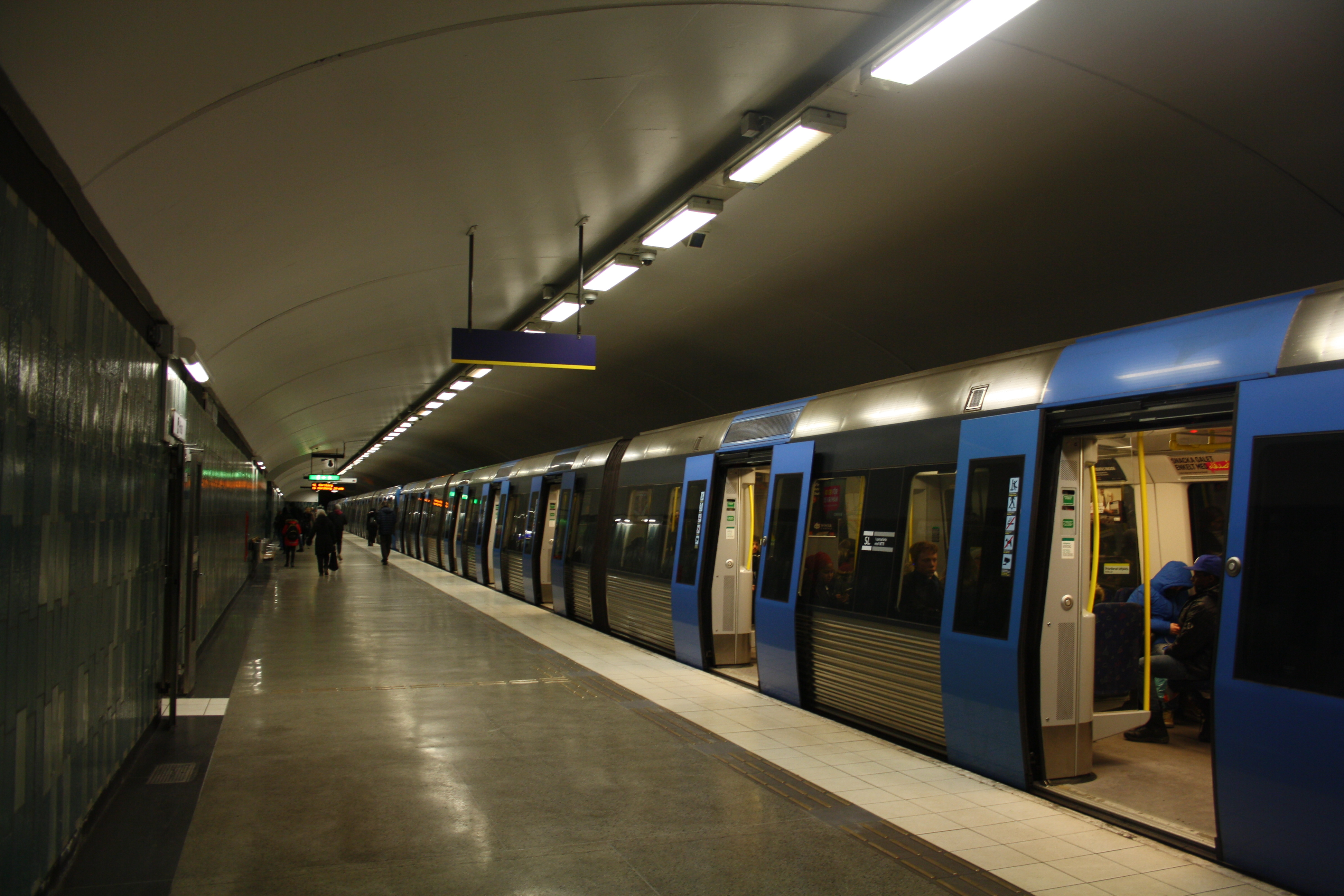
Perrongen
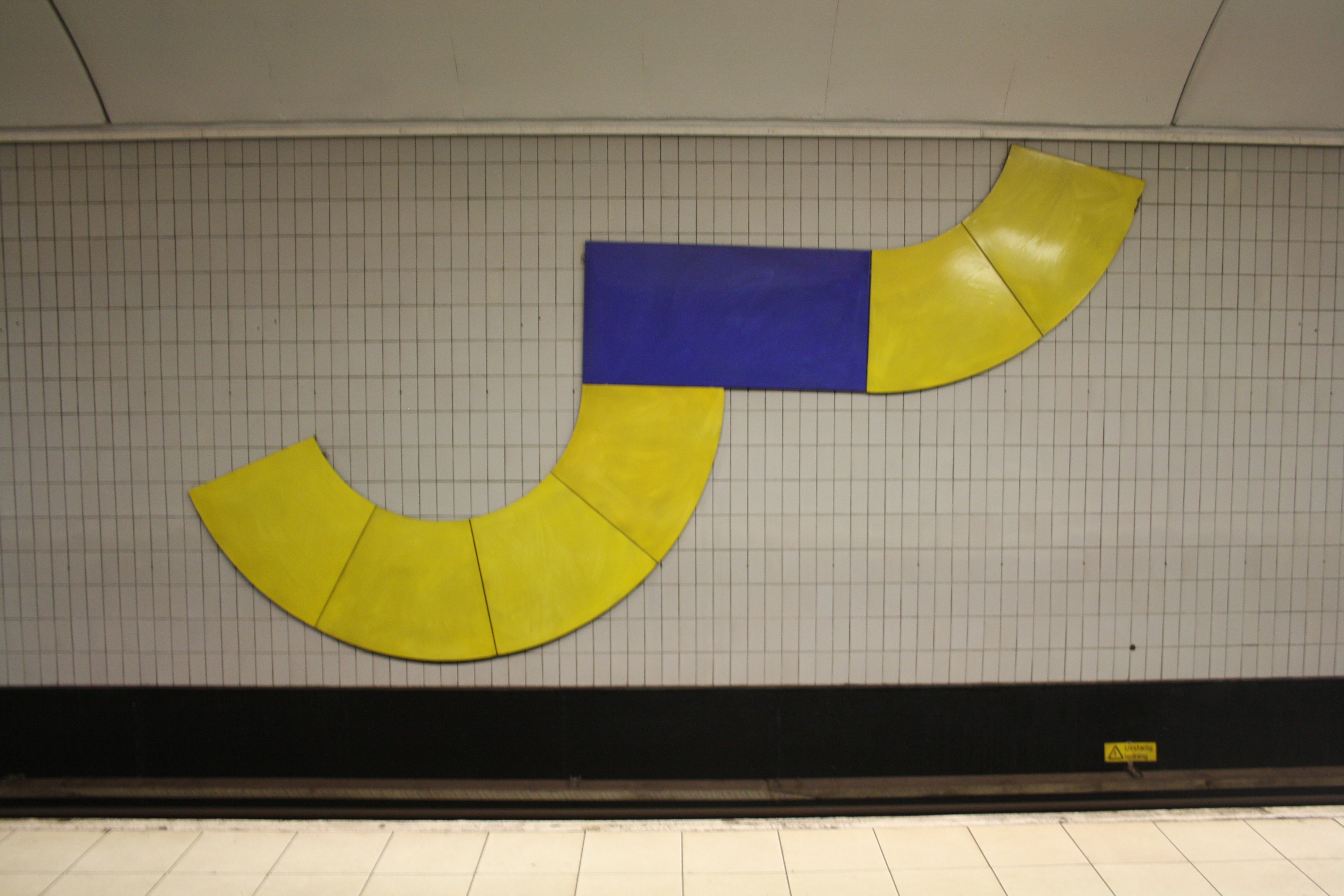
Konstnärlig utsmyckning

## Framtid
I Sverigeförhandlingen 2017 fanns planer på att den nya tunnelbanelinjen mellan Fridhemsplan – Älvsjö skulle anslutas till röda linjen. Detta skulle ske via en tunnel från Aspudden till en ny station under befintlig i Liljeholmen och vidare under Mälaren till en ny station under befintlig i Fridhemsplan. Dessa planer övergavs senare, och den planerade gula linjen kommer i stället att byggas utan spårkopplingar till övriga linjer i tunnelbanenätet. Bytesmöjlighet mellan röda och gula linjen kommer däremot fortfarande att finnas i Liljeholmen.